# Björn Andrésen
Björn Johan Andrésen (Estocolmo, 26 de janeiro de 1955) é um ator sueco, famoso principalmente pelo seu trabalho no filme ítalo-francês de 1971, Morte em Veneza (Morte a Venezia) realizado pelo diretor de cinema italiano Luchino Visconti, com roteiro baseado no livro homónimo de Thomas Mann.
Antes do trabalho que o tornaria mundialmente conhecido, Andrésen tinha aparecido em um filme no ano anterior que seria pouco conhecido, chamado "En Kärlekshistoria" (Uma História de Amor Sueca) de 1970, mas o trabalho que viria lhe dar fama internacional seria mesmo o filme do ano seguinte, Death in Venice, interpretando o papel de Tadzio.

## Documentário
- 2021: The Most Beautiful Boy in the World[1]